# 4455 Ruriko
4455 Ruriko је астероид главног астероидног појаса чија средња удаљеност од Сунца износи 3,013 астрономских јединица (АЈ).
Апсолутна магнитуда астероида је 11,1.